# Verfassungsreferendum in der Türkei 1988
Ein Volksentscheid über Verfassungsänderungen 1988 in der Türkei wurde am 25. September dieses Jahres abgehalten.
Es ging darum, die Kommunalwahlen ein Jahr früher abzuhalten.
Die Verfassungsänderungen wurden von den Wählern abgelehnt, die bei der Volksabstimmung mit 65 Prozent dagegen stimmten; die Wahlbeteiligung lag bei 88,8 Prozent.

## Ergebnisse
| Option                  | Stimmen    | Anteil  |
| ----------------------- | ---------- | ------- |
| Gegen                   | 14.921.945 | 65,0 %  |
| Für                     | 8.034.933  | 35,0 %  |
| Ungültige/Leere Stimmen | 793.995    | -       |
| Gesamt                  | 23.750.873 | 100,0 % |